# Kotkanjärvi
Kotkanjärvi är en sjö i kommunen Rantasalmi i landskapet Södra Savolax i Finland. Sjön ligger 97,3 meter över havet. Arean är 1,43 kvadratkilometer och strandlinjen är 10,08 kilometer lång. Sjön  ingår i Vuoksens huvudavrinningsområde.   Den ligger omkring 69 kilometer öster om S:t Michel och omkring 270 kilometer nordöst om Helsingfors. 
I sjön finns öarna Verkkosaari och Kalliosaari. 